# Oscarverleihung 1969
Übersicht aller ausgezeichneten Filme

◄◄ | ◄ | 1965 | 1966 | 1967 | 1968 | Oscarverleihung 1969 | 1970 | 1971 | 1972 | 1973 | ► | ►►

Weitere Ereignisse
Die Oscarverleihung 1969 fand am 14. April 1969 erstmals im Dorothy Chandler Pavilion in Los Angeles statt. Es waren die 41st Annual Academy Awards. Im Jahr der Auszeichnung werden immer Filme des vergangenen Jahres ausgezeichnet, in diesem Fall also die Filme des Jahres 1968.
| Film                             | N  | A |
| -------------------------------- | -- | - |
| Oliver                           | 11 | 5 |
| Funny Girl                       | 8  | 1 |
| Der Löwe im Winter               | 7  | 3 |
| Star!                            | 7  | 0 |
| Die Liebe eines Sommers          | 4  | 0 |
| Romeo und Julia                  | 4  | 2 |
| 2001: Odyssee im Weltraum        | 4  | 1 |
| Gesichter                        | 3  | 0 |
| Bullitt                          | 2  | 1 |
| Eisstation Zebra                 | 2  | 0 |
| Frühling für Hitler              | 2  | 1 |
| Der goldene Regenbogen           | 2  | 0 |
| Das Herz ist ein einsamer Jäger  | 2  | 0 |
| In den Schuhen des Fischers      | 2  | 0 |
| Krieg und Frieden                | 2  | 1 |
| Planet der Affen                 | 2  | 0 |
| Rosemaries Baby                  | 2  | 1 |
| Rosen für die Lady               | 2  | 1 |
| Schlacht um Algier               | 2  | 0 |
| Ein seltsames Paar               | 2  | 0 |
| Thomas Crown ist nicht zu fassen | 2  | 1 |

## Moderation
Es gab in diesem Jahr keinen offiziellen Moderator. 

## Gewinner und Nominierungen

### Bester Film
präsentiert von Sidney Poitier
Oliver (Oliver!) – John Woolf
Funny Girl – Ray Stark
Die Liebe eines Sommers (Rachel, Rachel) – Paul Newman
Der Löwe im Winter (The Lion in Winter) – Martin Poll
Romeo und Julia (Romeo and Juliet) – John Brabourne, Anthony Havelock-Allan

### Beste Regie
präsentiert von Ingrid Bergman, Diahann Carroll, Jane Fonda, Rosalind Russell und Natalie Wood
Carol Reed – Oliver (Oliver!)
Anthony Harvey – Der Löwe im Winter (The Lion in Winter)
Stanley Kubrick – 2001: Odyssee im Weltraum (2001: A Space Odyssey)
Gillo Pontecorvo – Schlacht um Algier (La battaglia di Algeri)
Franco Zeffirelli – Romeo und Julia (Romeo and Juliet)

### Bester Hauptdarsteller
präsentiert von Burt Lancaster
Cliff Robertson – Charly
Alan Arkin – Das Herz ist ein einsamer Jäger (The Heart Is a Lonely Hunter)
Alan Bates – Ein Mann wie Hiob (The Fixer)
Ron Moody – Oliver (Oliver!)
Peter O’Toole – Der Löwe im Winter (The Lion in Winter)

### Beste Hauptdarstellerin
präsentiert von Ingrid Bergman
Katharine Hepburn – Der Löwe im Winter (The Lion in Winter)

Barbra Streisand – Funny Girl
Patricia Neal – Rosen für die Lady (The Subject Was Roses)
Vanessa Redgrave – Isadora
Joanne Woodward – Die Liebe eines Sommers (Rachel, Rachel)

### Bester Nebendarsteller
präsentiert von Frank Sinatra
Jack Albertson – Rosen für die Lady (The Subject Was Roses)
Seymour Cassel – Gesichter (Faces)
Daniel Massey – Star!
Jack Wild – Oliver (Oliver!)
Gene Wilder – Frühling für Hitler (The Producers)

### Beste Nebendarstellerin
präsentiert von Tony Curtis
Ruth Gordon – Rosemaries Baby (Rosemary’s Baby)
Lynn Carlin – Gesichter (Faces)
Sondra Locke – Das Herz ist ein einsamer Jäger (The Heart Is a Lonely Hunter)
Kay Medford – Funny Girl
Estelle Parsons – Die Liebe eines Sommers (Rachel, Rachel)

### Bestes Originaldrehbuch
präsentiert von Don Rickles und Frank Sinatra
Mel Brooks – Frühling für Hitler (The Producers)
John Cassavetes – Gesichter (Faces)
Arthur C. Clarke, Stanley Kubrick – 2001: Odyssee im Weltraum (2001: A Space Odyssey)
Gillo Pontecorvo, Franco Solinas – Schlacht um Algier (La battaglia di Algeri)
Peter Ustinov, Ira Wallach – Das Millionending (Hot Millions)

### Bestes adaptiertes Drehbuch
präsentiert von Rosalind Russell und Frank Sinatra
James Goldman – Der Löwe im Winter (The Lion in Winter)
Vernon Harris – Oliver (Oliver!)
Roman Polański – Rosemaries Baby (Rosemary’s Baby)
Neil Simon – Ein seltsames Paar (The Odd Couple)
Stewart Stern – Die Liebe eines Sommers (Rachel, Rachel)

### Beste Kamera
präsentiert von Ingrid Bergman
Pasqualino De Santis – Romeo und Julia (Romeo and Juliet)
Daniel L. Fapp – Eisstation Zebra (Ice Station Zebra)
Ernest Laszlo – Star!
Oswald Morris – Oliver (Oliver!)
Harry Stradling Sr. – Funny Girl

### Bestes Szenenbild
präsentiert von Natalie Wood
John Box, Vernon Dixon, Terence Marsh, Ken Muggleston – Oliver (Oliver!)
Ernest Archer, Harry Lange, Tony Masters – 2001: Odyssee im Weltraum (2001: A Space Odyssey)
Michail Bogdanow, Georgi Koschelew, Gennadi Mjasnikow, Wladimir Uwarow – Krieg und Frieden (Vojna i mir)
Howard Bristol, Boris Leven, Walter M. Scott – Star!
Edward C. Carfagno, George W. Davis – In den Schuhen des Fischers (The Shoes of the Fisherman)

### Bestes Kostümdesign
präsentiert von Jane Fonda
Danilo Donati – Romeo und Julia (Romeo and Juliet)
Donald Brooks – Star!
Phyllis Dalton – Oliver (Oliver!)
Margaret Furse – Der Löwe im Winter (The Lion in Winter)
Morton Haack – Planet der Affen (Planet of the Apes)

### Beste Original-Filmmusik
präsentiert von Gregory Peck und Rosalind Russell
John Barry – Der Löwe im Winter (The Lion in Winter)
Jerry Goldsmith – Planet der Affen (Planet of the Apes)
Michel Legrand – Thomas Crown ist nicht zu fassen (The Thomas Crown Affair)
Alex North – In den Schuhen des Fischers (The Shoes of the Fisherman)
Lalo Schifrin – The Fox

### Beste adaptierte Filmmusik
präsentiert von Henry Mancini und Marni Nixon
Johnny Green – Oliver (Oliver!)
Jacques Demy, Michel Legrand – Die Mädchen von Rochefort (Les Demoiselles de Rochefort)
Lennie Hayton – Star!
Ray Heindorf – Der goldene Regenbogen (Finian’s Rainbow)
Walter Scharf – Funny Girl

### Bester Song
präsentiert von Frank Sinatra
„The Windmills of Your Mind“ aus Thomas Crown ist nicht zu fassen (The Thomas Crown Affair) – Alan Bergman, Marilyn Bergman, Michel Legrand
„Chitty Chitty Bang Bang“ aus Tschitti Tschitti Bäng Bäng (Chitty Chitty Bang Bang) – Richard M. Sherman, Robert B. Sherman
„For Love of Ivy“ aus Liebling (For Love of Ivy) – Quincy Jones, Bob Russell
„Funny Girl“ aus Funny Girl – Bob Merrill, Jule Styne
„Star!“ aus Star! – Sammy Cahn, Jimmy Van Heusen

### Bester Schnitt
präsentiert von Walter Matthau
Frank P. Keller – Bullitt
Frank Bracht – Ein seltsames Paar (The Odd Couple)
Fred R. Feitshans junior, Eve Newman – Wild in den Straßen (Wild in the Streets)
Ralph Kemplen – Oliver (Oliver!)
William Sands, Robert Swink, Maury Winetrobe – Funny Girl

### Bester Ton
präsentiert von Rosalind Russell
Shepperton SSD – Oliver (Oliver!)
Columbia SSD – Funny Girl
20th Century Fox SSD – Star!
Warner Bros.-Seven Arts SSD – Bullitt
Warner Bros.-Seven Arts SSD – Der goldene Regenbogen (Finian’s Rainbow)

### Beste visuelle Effekte
präsentiert von Diahann Carroll und Burt Lancaster
Stanley Kubrick – 2001: Odyssee im Weltraum (2001: A Space Odyssey)
J. McMillan Johnson, Hal Millar – Eisstation Zebra (Ice Station Zebra)

### Bester Kurzfilm
präsentiert von Tony Curtis und Jane Fonda
Robert Kennedy Remembered – Charles Guggenheim
De Düva: The Dove – George Coe, Sidney Davis, Anthony Lover
Pas de deux – National Film Board of Canada
Prelude – John Astin

### Bester Cartoon
präsentiert von Tony Curtis und Jane Fonda
Winnie Puuh und das Hundewetter (Winnie the Pooh and the Blustery Day) – Walt Disney
The House that Jack Built – Wolf Koenig, Jim MacKay
The Magic Pear Tree – Jimmy T. Murakami
Windy Day – John Hubley, Faith Hubley

### Bester Dokumentarfilm (Kurzfilm)
präsentiert von Diahann Carroll und Tony Curtis
Why Man Creates – Saul Bass
The House That Ananda Built – Fali Bilimoria
The Revolving Door – Lee R. Bobker
A Space to Grow – Thomas P. Kelly junior
A Way Out of the Wilderness – Dan E. Weisburd

### Bester Dokumentarfilm
präsentiert von Diahann Carroll und Tony Curtis
Journey Into Self – Bill McGaw
A Few Notes on Our Food Problem – James Blue
Legendary Champions – William Cayton
Other Voices – David H. Sawyer
Young Americans – Robert Cohn, Alexander Grasshoff

### Bester fremdsprachiger Film
präsentiert von Jane Fonda und Walter Matthau
Krieg und Frieden (Vojna i mir), Sowjetunion – Sergei Bondartschuk
Der Feuerwehrball (Hoří, má panenko), Tschechoslowakei – Miloš Forman
Geraubte Küsse (Baisers volés), Frankreich – François Truffaut
Jungs aus der Paulstraße (A Pál-utcai fiúk), Ungarn – Zoltán Fábri
Mit Pistolen fängt man keine Männer (La ragazza con la pistola), Italien – Mario Monicelli

## Ehrenpreise

### Ehrenoscar
Onna White für die Choreografie in Oliver
John Chambers für das Make-up in Planet der Affen (Planet of the Apes)

### Jean Hersholt Humanitarian Award
Martha Raye

### Academy Award of Merit
Philip V. Palmquist, Herbert Meyer, Charles D. Staffell
Eastman Kodak Co.

### Scientific and Engineering Award
Donald W. Norwood
Eastman Kodak Co., Producers Service Co.
Ed Di Giulio, Neils G. Petersen, Norman S. Hughes
Optical Coating Laboratories, Inc.
Panavision, Inc.
Todd-AO Co., Mitchell Camera Co.

### Technical Achievement Award
Carl W. Hauge, Edward H. Reichard, E. Michael Meahl, Roy J. Ridenour
Eastman Kodak Co., Consolidated Film Industries